# Noelse
Noelse, anciennement Afone, est un prestataire de services de paiement de la fintech française, issu d'un groupe d'entreprises créé en 1997 par Philip Fournier et Eric Durand-Gasselin et dont la plus importante était Afone Participations jusqu'à son rachat par Altice France en 2021.
En 2021, le groupe s'est recentré autour de son activité de paiement électronique Afone Paiement, rebaptisée Noelse Pay.

## Histoire

### Origines
En 1997, Philip Fournier et Eric Durand-Gasselin créent la société Afone avec une activité de télécommunications pour les entreprises. Deux ans plus tard, Afone obtient la licence d'opérateur de services télécoms.
En 2001, Afone fait son entrée à la bourse de Paris. Initialement un opérateur de télécommunications, Afone va diversifier ses activités en proposant des services associés et complémentaires aux entreprises.
En 2004, Afone lance son activité monétique avec l'acquisition de la société Carte et Services, rebaptisée Afone Monetics. L'année suivante, la société lance une activité de télésurveillance avec l'acquisition de la société Blokos.

### 2007: développement en tant que MVNO
En 2007, Afone lance son activité téléphonie mobile Afone Mobile en tant que MVNO, via sa filiale « Afone Participations ».
En 2011, Afone lance son activité de paiement électronique en tant qu'établissement de paiement avec sa filiale « Afone Paiement ». En 2013, lancement de ComNpay, une solution sécurisée pour les paiements sur Internet. En 2015, Afone lance la régie publicitaire numérique WifiLib. En 2016, Le groupe Afone a réalisé un chiffre d'affaires de 50,64 millions d'euros. Il était coté en bourse avec l code AFO.
En 2018, Afone cède son activité de télésurveillance Afone Sécurité au groupe norvégien Sector Alarm,.

### 2021: cession d'Afone Participations et recentrage autour des activités de paiement
Le 13 janvier 2020, le titre est retiré de cotation en bourse Euronext à la suite d'une offre publique d'achat. Le 18 mai 2021, Altice France annonce le rachat de la filiale Afone Participations au groupe Afone, soit près de 270 salariés et 40 millions d’euros de chiffre d’affaires. Philip Fournier conserve l'activité de paiement électronique Afone Paiement, représentant 180 salariés, et dévoile une nouvelle banque en ligne baptisée « Noelse ». La société devient Noelse Pay en février 2022.

### Identité visuelle

Logo d'Afone Mobile.
Logo d'Afone Telecom.
Logo du groupe Afone jusqu'en 2021.

## Actionnaires
Liste au 18 avril 2019.
| Nom                     | Actions   | %     |
| Famille Fournier        | 2 616 276 | 63,9% |
| Famille Durand Gasselin | 724 963   | 17,7% |

## Activités

### Actuelles
- Paiements électroniques
  - Noelse Pay, anciennement Afone Paiement,
  - Afone Monetics (ex-Cartes et Services), rebaptisée Noelse France[10] ;

#### Les paiements électroniques

##### Solutions d'encaissement monétique
Le groupe propose des solutions monétiques (Terminaux de Paiement Électroniques) pour les commerçants indépendants, les professionnels de santé, les enseignes multi-points de vente et les réseaux de franchise.

##### Solutions de paiement cross-canal
Noelse Pay, anciennement Afone Paiement, est un établissement de paiement autorisé par l'ACPR (Autorité de Contrôle Prudentiel et de Résolution). Cette entité du groupe propose une solution de compensation des paiements électroniques pour les commerces physiques équipés d'un TPE et pour les sites Internet marchands.

### Passées
- Télécommunications (Afone Participations, cédé à Altice France)
  - Communication numérique (WifiLib)
- Systèmes d'alarme et la télésurveillance (Afone Sécurité, cédé et devenu Sector Alarm France)

#### Les télécommunications
Le groupe propose des solutions complètes à destination des professionnels et des particuliers.

##### La téléphonie fixe

Logo d'Afone Télécom.

- Une solution de téléphonie opérée dans le Cloud (IP Centrex)
- Toute la gamme de numéros à valeur ajoutée (0800, 0825, 0892, etc.), y compris les numéros courts (32XX)
- La gestion des appels entrants vers l'entreprise avec SVI (Service Vocal Interactif)
- Une solution d'accès Internet haut débit xDSL ou fibre

##### La téléphonie mobile

Logo d'Afone Mobile.

En tant que MVNO de SFR, Afone met à disposition des forfaits aux tarifs compétitifs pour les particuliers et les professionnels.
Pour les particuliers, Afone propose une gamme de forfaits sous la marque Réglo Mobile, uniquement disponible dans centres E.Leclerc.
Pour les professionnels, le groupe propose sous la marque Afone Mobile, des forfaits téléphoniques et des solutions M2M (Machine To Machine).

#### La communication numérique
WifiLib était un réseau d'accès gratuit à l'Internet Wi-Fi en haut débit déployé dans les centres-villes.
Pour accéder au Wi-Fi gratuitement, l'utilisateur connecte son appareil mobile sur le réseau et s'inscrit au service WifiLib. Une fois inscrit, l'utilisateur bénéficie automatiquement de WifiLib sur son appareil mobile dans l'ensemble des zones couvertes par le réseau.
WifiLib dispose d'une régie numérique permettant aux annonceurs de communiquer vers les utilisateurs WifiLib, via différents formats (display, notifications push, SMS géolocalisés, etc.).
Les utilisateurs accèdent également, via WifiLib, à des univers personnalisés leur permettant d'être informés sur des thématiques qu'ils ont choisies.

### Les systèmes d'alarme et la télésurveillance
Les solutions proposées permettent d'assurer la protection des logements des particuliers et des bureaux des professionnels :
- Télésurveillance
- Large gamme de centrales d'alarme et de systèmes de détection
- Installation et maintenance

La station de télésurveillance du groupe est certifiée APSAD P3.